# 哈尔科夫运输设备厂
哈尔科夫运输设备厂（烏克蘭語：ТОВАРИСТВО З ОБМЕЖЕНОЮ ВІДПОВІДАЛЬНІСТЮ "ПРАТ Харківський завод транспортного устаткування", ТОВ "ПРАТ ХЗТУ"，羅馬化：TOVARYSTVO Z OBMEZHENOYU VIDPOVIDALʹNISTYU "PRAT Kharkivsʹkyy zavod transportnoho ustatkuvannya", TOV "PRAT KhZTU"，直译：「有限责任公司“PRAT哈尔科夫运输设备厂”」，简称TOV "PRAT KhZTU"）是一家乌克兰公司，位于哈尔科夫。公司业务包括军用车辆制造、金属成品制造、武器弹药制造、飞机和航天器制造、采矿业和建筑业机械设备制造、齿轮及机械传动元件和驱动装置的生产。另有一家公司与此公司名称相似，且同样位于哈尔科夫市，但二者业务不同。

## 相关词条
- UkrInnMash